# Ingo Renner
Pour les articles homonymes, voir Renner.
Ingo Renner, né le 1er juin 1940 à Hude en Allemagne et mort le 26 février 2022, est un pilote de planeur australien qui fut quatre fois sacré champion du monde de vol à voile,,.
Il débuta le vol à voile en 1954 à l'aéroclub de Hude dont il est devenu membre honoraire.
En 1967, il s'installa en Australie et fut naturalisé australien en 1971. Il a effectué environ 37 000 heures de vol en planeur, dont 32 000 en tant qu'instructeur.

## Instructeur professionnel de vol à voile
Peu après son arrivée  en Australie, il fut embauché comme instructeur de vol à voile par Bill Riley au Sportavia Soaring Centre, un centre de vol à voile commercial à Tocumwal (Nouvelle-Galles du Sud).
À partir de 1974, il travailla pendant les étés de l'hémisphère nord comme moniteur au centre de formation d'Oerlinghausen (Allemagne) et ses sites de Fuentemilanos (es) (Espagne) et Sondrio (it) (Italie).
Chaque année il retournait en Australie pour l'été austral. En 2006, à l'âge de 65 ans, il prit sa retraite après avoir officié 30 saisons à Oerlinghausen. Le Sportavia Soaring Centre ferma mais le Border Flying Club étendit ses activités au vol à voile et Ingo Renner en devint le chef pilote (et instructeur) pour le vol à voile.

## Vols de gradient
Il annonça avoir effectué des vols de gradient en Libelle (en)à Tocumwal en 1974 et avoir ensuite effectué d'autres vols dynamiques en PIK-20 (fi).

## Insignes FAI et records
En sus de plusieurs records australiens, il battit deux records du monde. En 1975, lui-même et Hilmer Geissler parcoururent à bord d'un biplace(Caproni Vizzola Calif A-21) une distance en ligne droite de 970,4 km de Bendigo dans le Victoria à Langley, qui est une agglomération située approximativement à 120 kilomètres à l'ouest de Bundaberg dans le Queensland. In 1982, à bord d'un  Nimbus 3 il effectua un parcours triangulaire de 100 km à partir de l'aérodrome de Tocumwal à une vitesse moyenne de 195,30 km/h. En sus de son insigne FAI de diamant, il fut le 27e pilote à recevoir le diplôme de 1000 kilomètres en 1980, en effectuant un vol de 1 015,50 km à bord d'un Nimbus 2 à partir de l'aérodrome de Tocumwal.

## Performances en compétition
En 1976, il gagna le championnat du monde de vol à voile en classe standard. En 1983, 1985 and 1987 il fut sacré champion du monde en classe libre.
Il gagna aussi le trophée du Dr Mervyn remis par la Fédération australienne de vol à voile comme champion d'Australie en classe libre en 1971/1972, 1972/1973, 1979/1980, 1981/1982, 1982/1983, 1983/1984 et 1991/1992, et le Bouclier QFA (QFA Shield Team Trophy) lors des saisons 1971/1972, 1984/1985, 1985/1986, 1988/1989, 1989/1990, 1990/1991 et 1998/1999.
Il fut sacré champion d'Australie 19 fois.
En 2021, il volait encore comme instructeur et prenait encore part à la compétition en ligne OLC.

## Autre récompenses
En 1988, il reçut la médaille Lilienthal remise par la FAI et la médaille de l'ordre d'Australie. En 2000, il reçut la médaille australienne du sport (Australian Sports Medal).

## Famille
Sa femme Judy est aussi une pilote de planeur de talent. Ils ont eu quatre filles et huit petits-enfants.